# 洛雷德
洛雷德（法語：Laurède，法語發音：[loʁɛd]）是法国朗德省的一个市镇，属于达克斯区。

## 地理
洛雷德（43°45'20"N, 0°47'19"W）面积5.7 平方千米，位于法国新阿基坦大区朗德省，该省份为法国西南部沿海省份，是法國本土面积第二大的省，北起吉倫特省，西临大西洋，南至大西洋比利牛斯省，东临热尔省，东北与洛特-加龍省接壤。
与洛雷德接壤的市镇（或旧市镇、城区）包括：古茨、卢尔康、米格龙、波亚讷。

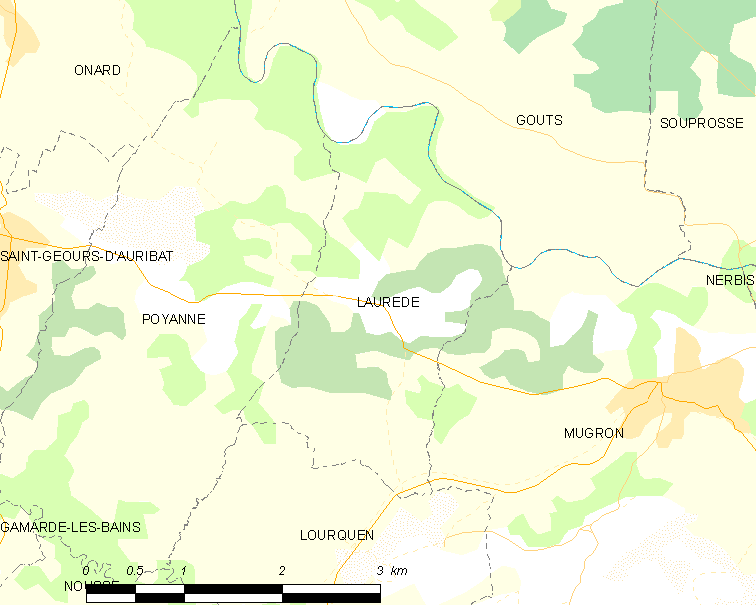
洛雷德的OSM定位图

洛雷德的时区为UTC+01:00、UTC+02:00（夏令时）。

## 行政
洛雷德的邮政编码为40250，INSEE市镇编码为40147。

## 政治
洛雷德所属的省级选区为沙洛斯山坡县。

## 人口

1962-2008年间洛雷德人口变化图示

洛雷德于2022年1月1日时的人口数量为367人。